# Comunidade de startups
Comunidade de Startups (em inglês:  Startup Community), descreve uma região geográfica com alta densidade de empresas empreendedoras em tecnologia, startups, empresas recém-criadas a partir de ideias inovadoras, agrupamentos locais de empresas de tecnologia em estágio inicial.
Um ecossistema formado por diversas startups. Uma comunidade de startups bem sucedida se torna centro de grandes inovações que movem o crescimento da economia da região.

## Conceito
O desenvolvimento de uma comunidade de startups exige muito tempo, anos de empreendimento, investimento e incentivo às pequenas empresas, tendo uma perspectiva de longo prazo. A inovação e a criatividade devem ser a base dos negócios numa comunidade deste tipo.
Para sobreviverem em comunidade as startups devem trabalhar em parcerias, cada uma deve se engajar em contribuir para o todo, se assim for, a comunidade sempre sairá ganhando, mesmo que algumas startups não se consolidem no mercado.
Os eventos dentro de uma comunidade são essenciais para engajar e conectar todos os membros da comunidade. A liderança dos empreendedores é fundamental para o crescimento de uma startup e nesses eventos eles também devem ser treinados e capacitados a fim das startups obterem um bom crescimento e expansão de negócio.

## Startup Communities
Construir e manter uma comunidade de startup é tarefa realizada por empreendedores, governos locais, grandes empresas, instituições de ensino ou parcerias entre os exemplos citados. Mas o coração da comunidade são as startups, as comunidades então têm o papel de investir, incentivar e incubar estas empresas, oferecendo infraestrutura, treinamento e especialização para que elas obtenham sucesso.
O livro Startup Communities: Building an entrepreneurial ecossystem in your city, escrito por Bred Feld, diretor administrativo da Foundry Group, traz à tona a importância da existência das comunidades de startups em uma cidade, como elas podem alavancar a economia de mesmo em momentos de crise e como criar e manter um ecossistema de negócio forte.
O livro aborda o conceito que cada cidade no mundo um dia foi uma comunidade de startup, onde cada segmento se engajou da melhor forma de modo a conceber a cidade que existe hoje. O autor do livro aborda princípios e conceitos para obter uma comunidade de sucesso, contando histórias de comunidades que ele mesmo viu sendo formada.
A tarefa de investir nestas recém-criadas empresas exige alto risco, por isso se elas estiverem inseridas dentro do contexto de uma comunidade, o seu desenvolvimento fica mais seguro, pois o ecossistema se alimenta e se mantém em desenvolvimento mesmo que uma de suas partes venham a quebrar. Quando a comunidade já é conhecida no mercado, pelas empresas que surgiram dentro delas, surgem investimentos externos às empresas que formam estas comunidades, incentivando a vinda de novas startups gerando um ciclo de crescimento forte e saudável.

## Comunidades
Existem milhares de comunidades espalhadas pelo mundo, ecossistemas de startups e de grandes empresas de tecnologia, algumas mais bem-sucedidas que outras, segue alguns exemplos:

### Vale do Silício
A mais famosa comunidade de startups é sem dúvida a do Vale do Silício. As empresas desta comunidade inicialmente foram incentivadas pelas pesquisas da Universidade de Stanford, suas afiliadas, servidores e alunos. Atualmente a área é considerada a maior aglomeração de indústrias do mundo. De lá surgiram empresas de grande renome como Apple Inc, Google e Altera.
Atualmente a região traz grande investimento do governo dos Estados Unidos e seu rendimentos são os mais altos do mundo, seu crescimento é de mais de 3% ao ano. É considerada a meca da tecnologia e a cada ano milhares de empresas são criadas na área, trazendo muito investimento e lucro para o país.

### Silicon Wadi
A segunda maior concentração de empresas de tecnologia de ponta, fica em Israel. Sua área cobre muitas cidades cobrindo grande parte do país, sendo referência de desenvolvimento bem sucedido em todo o mundo.

### Vale do Silício da Índia
Bangalore, na Índia, considerada o Vale do Silício da Índia, é o centro da indústria de tecnologia de informação no país. Abrigando empresas especialistas em pesquisa e desenvolvimento, produção de software e eletrônicos.
A comunidade surgiu nos anos 80 e hoje abriga mais de 250 companhias de alta tecnologia. Bangalore é uma cidade planejada, visitada por muitas pessoas do mundo inteiro que estão em busca de oportunidades e de ensino de qualidade.

### Bentley Technology Park
Criada oficialmente em 1985, fica localizada em Bentley, no oeste da Austrália. Atualmente é coordenada pelo governo e abriga o Centro de Inovação do Oeste Australiano (em inglês:  Innovation Centre of Western Australia (ICWA)) que tem por objetivo dar suporte para empresas emergentes em tecnologia, ajudá-las a desenvolver e comercializar suas idéias e identificar oportunidades de negócios.
Adjacente à Universidade de Curtin, se dedica à tecnologia de informação e telecomunicação. Espaço com infraestrutura conveniente para produção de tecnologias de inovação e colaboração entre projeto dentro do Parque.

### Start-up Chile
O programa de comunidade de startups no Chile, vem sendo bem sucedido, atraindo empresas de toda a América latina para se fixarem lá, como por exemplo a empresa brasileira Méliuz.   O programa é um iniciativa do Governo em promovido pelo ministério da Economia. O programa promove trocas entras as mais diversas comunidades do mundo promovendo encontro entre empreendedores de diversas partes do globo. Um ecossistema conectado com o resto do mundo que vem se destacando.

## Comunidades no Brasil
No Brasil existem vários polos tecnológicos que investem em inovação através de startups. Atualmente cerca de metade dos investimentos feitos nas startups brasileiras são estrangeiras, só no ano de 2012 o investimento foi de 1.7 bilhões de reais.  Seguem algumas das principais comunidades:

### Campinas Startups
A Associação Campinas Startups  é uma entidade sem fins lucrativos que iniciou suas atividades em 2010, e desde então tem mudado a vida de seus associados e do ecossistema na qual está inserida. A ACS é fruto da união entre empreendedores da região de Campinas que perceberam que havia problemas comuns a eles, e que eles poderiam se unir para evitá-los. Campinas consolidou sua posição de vanguarda como maior centro de pesquisa e desenvolvimento tecnológico nacional,  sendo considerado o mais sofisticado centro de pesquisa e desenvolvimento de ciência, tecnologia e inovação do Brasil, é responsável por mais de 10% da produção industrial do país.

### Jerimum Valley
O Jerimum Valley É a maior comunidade empreendedora de startups do Rio Grande do Norte, Brasil. Entre os objetivos do Jerimum Valley, estão os de fomentar, apoiar e impulsionar empreendedores de startups no desenvolvimento dos seus negócios. O Jerimum é elo do ecossistema de inovação do RN, reúne empreendedores de inovação, agentes públicos, privados - pequenas, médias e grande empresas -, instituições de ensino, instituições de fomento ao empreendedorismo e a sociedade. A iniciativa é sustentada por meio da contribuição de apoiadores, patrocinadores e voluntários que acreditam no potencial do empreendedorismo inovador como mecanismo de transformação sócio-econômica local e nacional. É um grupo informal, sem fins lucrativos e não possui qualquer relação com partidos políticos ou grupos religiosos. Realiza atividades principalmente na capital do estado, Natal. Fomenta a interiorização das oportunidades por meio do suporte às comunidades do interior já existentes, como a Salt Valley, em Mossoró, e a Potiguaras Valley, em Currais Novos, assim como oferece suporte ao surgimento de novas comunidades.
Além do desenvolvimento de atividades locais no Rio Grande do Norte, o Jerimum Valley também atua como ponte para atrair e conectar agentes nacionais e internacionais com empreendedores do estado. Algumas das parcerias firmadas nos últimos anos incluem SEBRAE, Associação Brasileira de Startups, InovAtiva Brasil, Softex Brasil, Campus Party Brasil, Darwin Startups, Founder Institute, Anjos do Brasil, Bossa Nova Investimentos, Junior Achievement, entre outros.

### San Pedro Valley
O San Pedro Valley é uma comunidade de startups criada em 2011 em Belo Horizonte/MG, que acreditam que a melhor maneira de se alcançar seus objetivos é através da troca de informações e experiências. Além dessa troca de conhecimentos, a existência da comunidade ajuda na atração de investimentos e aumenta a visibilidade da cena de startups local. O nome surgiu de uma brincadeira sobre o Bairro São Pedro, região onde as primeiras empresas se instalaram. 

### StartupMT
A Comunidade de Startups de Mato Grosso (StartupMT) deu início em meados de 2015, com o objetivo de construir uma comunidade que promova a discussão e a troca de conhecimento entre os empreendedores de Mato Grosso. A comunidade de startups de mato-grosso hoje já acompanha e representa mais de 60 startups, de diversas áreas de atuação: serviços para pequenas e médias empresas, educação, esportes, cultura e outras. Em 2016 tivemos o MT Stars, programa de mentoria parceiro do SP Stars, onde vários empreendedores tiveram mentoria e a oportunidade de conversar com um especialista na área que demandaram. O primeiro Startup Weekend Cuiabá foi realizado em 2015 (SW Cuiabá 2015), tenho em todos os anos seguintes, e em 2018 sediou o primeiro com a vertical de ODS (SW ODS Cuiabá 2018), no Centro Sebrae de Sustentabilidade.

### Tamoios
Somos gonçalenses conectados por um propósito: discutir temáticas relacionadas ao empreendedorismo, inovação e negócios, assim como promover iniciativas e conexões! A Tamoios não é uma empresa, não é um grupo partidário, não é uma ONG e não possui fins lucrativos: somos um grupo aberto de pessoas que acreditam no potencial de São Gonçalo e que desejam praticar a cultura do give first com a nossa sociedade, empoderando uma população esquecida com foco no avanço colaborativo e consciente através de ações estratégicas e conjuntas.
A comunidade de empreendedorismo e inovação de São Gonçalo nasceu em 2020 e seu nome remete à primeira grande comunidade registrada (século XVI) na região onde a cidade atualmente se encontra, os Tamoios. Nos dias atuais, nossa cidade se tornou o 2º maior município do estado do Rio de Janeiro e o 16º maior município do Brasil, contando com uma população de, em média, 1.1 milhão de habitantes. Sendo assim, nossa missão é nos tornarmos o ponto de conexão entre os gonçalenses e o empreendedorismo.

### ZeroOnze Startups
A ZeroOnze Startups é a comunidade de startups da cidade de São Paulo, ganhou como melhor comunidade no Startup Awards 2017 e 2018 e  seu propósito é fomentar o ecossistema empreendedor da capital por meio de meetups, eventos, seminários e feiras relacionados a inovação e temas técnicos que contribuam para o compartilhamento de conhecimento e desenvolvimento das startup e demais empresas da região.

### Comunidade Startup
Comunidade Startup é uma iniciativa brasileira fundada em 2025 com o objetivo de conectar empreendedores em estágio inicial com especialistas, investidores e outros founders. A plataforma oferece encontros semanais, conteúdos educativos e um espaço de troca entre participantes. Desde sua criação, tem se posicionado como um ambiente voltado ao crescimento de empresas em estágio inicial, com foco em desenvolvimento de mentalidade empreendedora e estratégias de crescimento.

## Associações

### 2010, ACS (Associação Campinas Startups)
A Associação Campinas Startups é uma entidade sem fins lucrativos que iniciou suas atividades em 2010, e desde então tem mudado a vida de seus associados e do ecossistema na qual está inserida. A ACS é fruto da união entre empreendedores da região de Campinas que perceberam que havia problemas comuns a eles, e que eles poderiam se unir para evitá-los. Além disso, bons resultados e a maneira como eles foram construídos também poderiam ser compartilhados.  Foi a primeira associação brasileira de startups a ser citada no relatório da OCDE, "Development Centre Studies - Start-up Latin America" .

### 2011, ABStartups (Associação Brasileira de Startups)
A Associação Brasileira de Startups (ABStartups), fundada como uma rede de empreendedores em junho de 2011, é uma organização sem fins lucrativos que tem como missão, fomentar o desenvolvimento do ecossistema de startups, articulando ações e projetos com os agentes do ecossistema nacional, a fim de representar e elevar competitividade das startups brasileiras.